# Château de Vesvres
Ne pas confondre avec le château de la Vaivre à Rigny-sur-Arroux, ni  le château de la Vesvre à La Celle-en-Morvan.
Le château de Vesvres est situé en bordure de la départementale D.978, au croisement de la D.34, sur la commune de Rouy dans la Nièvre, dans l'arrondissement de Nevers, au canton de Saint-Saulge. 
C'est une propriété privée qui ne se visite pas.

## Historique
Cette maison-forte  de plaine ceinte de murs, date du XIIe siècle, fut construite à l'intersection de deux voies romaines. L'une allant de Nevers à Autun (d'Est en Ouest) et la seconde de Clamecy à Decize dans un axe Nord-Sud. C'était alors une puissante seigneurie. Elle est entourée de deux étangs et de prés.
Cette seigneurie et son château furent au XVe siècle, la propriété de la Maison d'Armes jusqu'au début du XVIIIe siècle. Ils firent réaliser des travaux de restructuration afin de pouvoir loger, et ainsi retenir des mercenaires et les paysans. Les chevaux étaient logés au rez-de-chaussée de cette caserne.
La seigneurie est confisquée au Rochefort, par Louis XI, en 1474 et sera restituée à ses successeurs après la mort en 1477, de Charles le Téméraire. Il semble ne plus être habité pendant une longue période et le redevient en 1558 par les travaux réalisés par la Maison d'Armes.
Au décès en 1744 de Jeanne Ursule de Pracomtal, veuve d'Henri d'Armes sans postérité, la seigneurie revient à son neveu Léonor de Pracomtal, propriétaire de la seigneurie et du château de Châtillon-en-Bazois. Ne souhaitant pas habiter à Vesvres, il y laissera un métayer dont le plus connu est Claude Mathieu qui va y développer l'élevage de la race Charolaise.
Le château connaîtra ensuite une succession de propriétaires qui ne l'entretiennent pas. À la Révolution, les bâtiments sont en ruines et le château vendu comme bien national en 1794. C'est Camille Mathieu, le fils aîné de Claude qui en fait l'acquisition avec les terres adjacentes confisquées par les révolutionnaires aux Pracomtal à Vesvres.
Au XIXe siècle, les Pracomtal récupèrent leur propriété et gardent le gendre de Mathieu comme fermier. Puis la ferme sera louée à François Dauvergne dont le fils Louis Dauvergne fut un peintre local. Puis viendra pendant deux générations la famille Jardelot de 1914 à 1957.
Des problèmes successoraux vont apparaître entre les dix-sept héritiers et l'indivision durera dix ans au bout desquels la propriété de 280 hectares est morcelée en lots en 1957. Ne reste que le château dont personne ne voulait, et qui va tomber en ruines, entouré de 5 hectares de terre. Il est acquis par Esse qui le revend en 1963 à la famille Dalloz-Bourguignon qui va entreprendre de le relever pour en faire un centre d'art. Le Domaine est ouvert au public en 1972 pour l'année du patrimoine. Puis cette famille revend la demeure en 1994 à Bruno Ecklé. Comme la demeure fut pillée, l'actuel propriétaire fut dans l'obligation d'entreprendre la restauration de l'édifice dont il confia la gestion à Bernard Massin.

## Architecture

### Cour
Elle comporte un puits et des tilleuls dans sa partie Est, et fut réaménagée  «à la française» voici peu de temps.

### Donjon
Le donjon carré  à l'angle Nord-Est, est la partie subsistante de l'ancienne maison forte qui possède un escalier à vis sur trois niveaux. 
Daté du XVe siècle, ce donjon carré a des murs très épais qui possèdent à sa base des archères, agrandies en canonnières. La salle basse est voûtée en berceau. Il lui fut accolé un bâtiment tout en longueur au XVIe siècle.

### Tours et courtines
Il ne reste que la tour de l'angle Sud-Ouest qui fut écrêtée. Dans les murs Nord et Sud subsistent des meurtrières. Les seigneur d'Armes qui modernisèrent le château au cours des XVe siècle et XVIe siècle ont démoli les tours d'angle Nord-Ouest et Sud-Est qui servit un temps de four à pain. Ils firent doubler les courtines qui datent des XIIIe siècle et XIVe siècle, pour en faire des logements destinés à la garnison. La courtine Ouest fut surélevée d'un bâtiment
D'autres bâtiments derrière le corps principal du château, sont datés des XVe siècle et XVIe siècle, avec 2 granges, écuries, étables couverts en tuiles comportant des tourelles et qui portaient des écussons brisés, armoriés aux armes de la Maison d'Armes. Ces bâtiments comportent, cave, cuisine, chambres basses et chambres hautes et grenier. Le bâtiment Sud-Est du château à une charpente apparente réalisée avec des bois de plus de trois siècles.
Le bâtiment qui fut accolé au Nord de la cour, sur la face Ouest du donjon, comporte un large porche encadré des rainures du système de levage d'un pont levis, qui permettait de franchir les larges douves. Le porche fut surmonté d'un fronton cintré, percé d'un oculus recevant le blason des Armes, qui fut bûché à la Révolution. Il possède des ouvertures de canonnières, toujours en place. Ce bâtiment au Nord fait face à celui élevé au Sud dans le même temps le long des murs des courtines. Dans le prolongement de celui-ci fut élevée en retour d'angle vers le Nord une grange qui servira également d'écurie, d'étable et de remise à foin, après avoir accueilli des soldats. Les fenêtres  qui furent agrandies au XVIIe siècle, étaient autrefois ornées de sculptures qui furent mutilées à la Révolution. Ces mêmes bâtiments furent percés de petites fenêtres en plein cintre surmontées de frontons triangulaires. Dans les appartements refaits au XVIIe siècle, Georges de Soultrait, y vit en 1852 des taques de cheminée aux armes des différentes familles ayant possédé le château.                                      

### Les fossés
De très larges fossés entouraient le château que l'on franchissait par le pont levis. Ils furent comblés au XVIIe siècle. Le pont levis fut supprimé au XVIIe siècle en même temps que furent comblées les douves.

### Colombier
Au nord du château se trouve le colombier qui est décoré de frises sculptées, datant du XVe siècle

## Propriétaires
(liste non exhaustive)
- Jean de Billy au XIVe siècle
- Maison de Rochefort (après la mort de Charles le Téméraire en 1477)
- Maison de Pracomtal
- d'Armes
- d'Ancienville
- de La Platière
- Camille Mathieu
- François Dauvergne
- Gilly et Philippe Este
- Dalloz-Bourguignon
- Bruno Ecklé
- Marjorie et Quentin Perron

## Armoiries des seigneurs successifs
- Pracomtal (de)

D'or ; au chef d'azur, chargé de trois fleurs de lys du champ.
Seigneurs de Vesvres, de Rouy, de Moussy, de Chavannes, de Gazeau, de Deuville, de Busseaux, de Briffault, de Châtillon-en-Bazois ; barons de Bernières ; marquis du Breuil et de Pracomtal ; originaires du Dauphiné.
- Armes (d')

De gueules, à deux épées d'argent appointées en chevron renversé, les gardes d'or en haut, et une rose de même entre les gardes.
Seigneurs de La Barre, La Borde, la Forest-sous-Bouy, La Jarrie, Moussy, Plaimbois, Savène, Trucy-l'Orgueilleux, Villaines, Vesvres.
- Ancienville (d')

De gueules, à trois maillets d'or.
Seigneur des Bordes, de Prie-dur-l'Ixeure, d'Imphy, de Chevenon, de Chamon, de Marrau, de Saint-Firmin-de-Bussy, de Montigny-aux-Amognes ; baron de Reveillon et de Frasnay-les-Chanoines (Châtellenies d'Entrains et de Nevers). Originaire de Champagne.
- La Platière (de)

Écartelé : aux 1 et 4, d'argent, au chevron de gueules, accompagné de trois anilles ou fers de moulin de sable ; aux 2 et 3, de gueules, à trois molettes d'éperon d'or.

## Iconographies
- Robert Pommery, réalisa de nombreuses aquarelles du château.